# Malvín Norte
Malvín Norte - barrio (sąsiedztwo lub dzielnica) miasta Montevideo, stolicy Urugwaju. Położone jest w południowo-wschodniej części miasta. Graniczy na zachodzie z Unión, na północy z Maroñas, na południu z Malvín i Buceo, a na wschodzie z Las Canteras. Północna granica biegnie wzdłuż ulica Camino Carrasco. 
W 1987 roku powstał tu Wydział Nauk Uniwersytetu Republiki. W grudniu 2006 roku w tym samym budynku powstał Instytut Pasteura w Montevideo, będący filią Instytutu Pasteura w Paryżu.

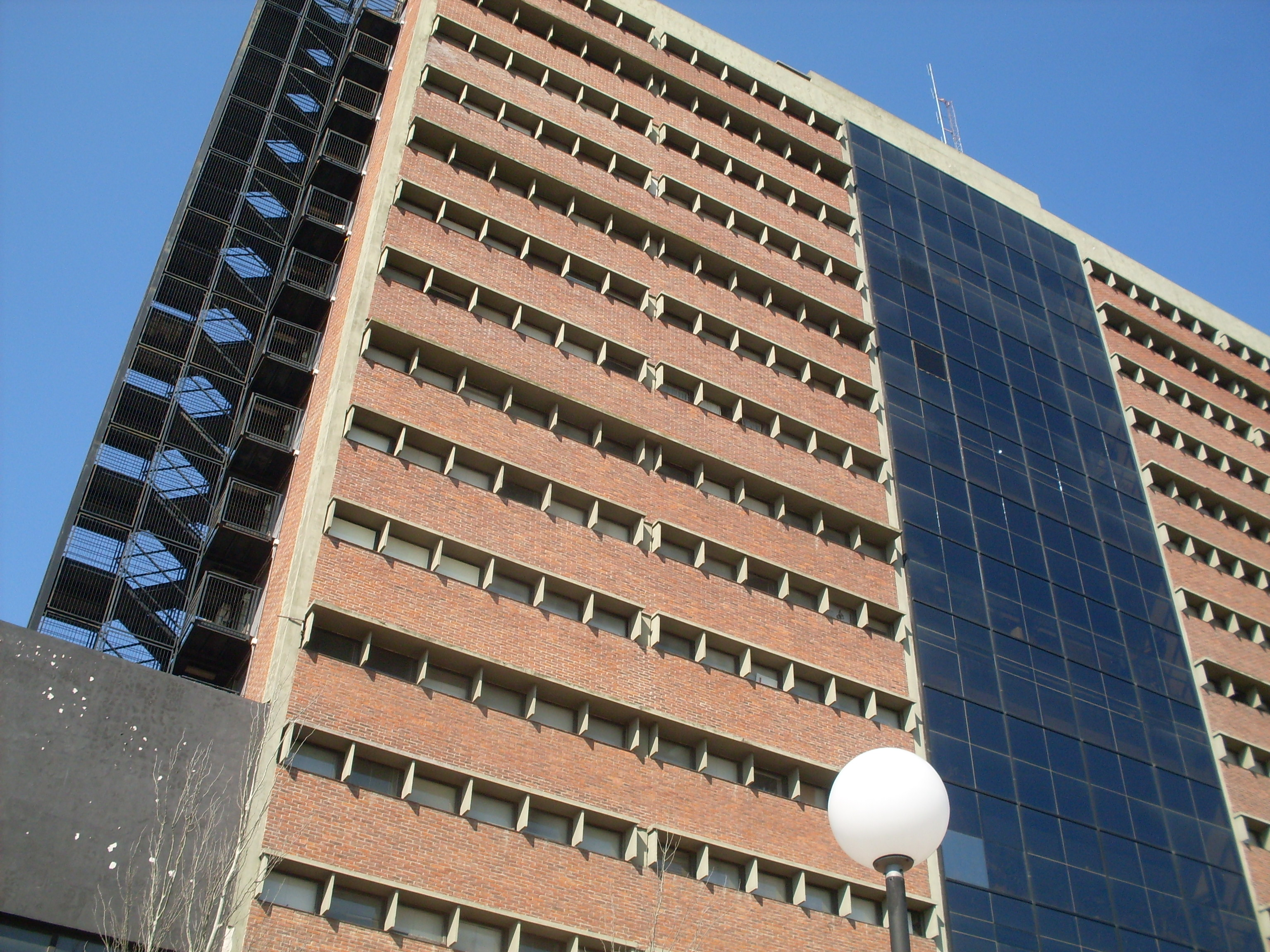
Budynek Wydziału Nauk Uniwersytetu Republiki